# ばくさんのかばん
『ばくさんのかばん』は、1980年4月12日から1987年3月20日までNHK教育テレビジョンの『幼稚園・保育所の時間』で放送されていた教育番組である。

## 概要
幼児に「ことばと数」の概念を把握させることを目的にした番組で、視聴者の成長・発達に合わせた年間計画を組んでいた。
番組は、ばくさん（演：熊倉一雄）が持つ魔法のかばんを中心に話を展開していた。このかばんの中には様々な道具が詰まっており、ばくさんは画面中央の滑り台から滑って登場する仕掛けとなっていた。ばくさんは「ばーくばくばくばくばくー」と言いながらそれらを取り出していた。また、ばくさんよりも背の高い巨大なビーバー（声：丸山裕子）も登場し、ばくさんと様々な掛け合いをしていた。

## 放送時間
いずれも日本標準時、別の時間帯での再放送あり。
- 土曜日 10:30 - 10:45 （1980年4月12日 - 1985年3月16日）
- 金曜日 10:30 - 10:45 （1985年4月12日 - 1987年3月20日）

## スタッフ
- 脚本・構成：響まゆ[1]、朝比奈尚行[1]
- 音楽：宮崎尚志[1]
- 造形：おばらしげる[1]、岡部久義[1]、三好一
- アニメーション：グループ・タック[1]
- 特殊美術：光子館[1]
- 人形操作：永井寛孝[1]ほか

## 主題歌
- ばくさんのかばん（作曲：宮崎尚志、唄：天地総子、演奏：新室内楽協会） - 天地によるスキャットで構成されている曲。曲の始まりと終わりには、複数の子供たちによる「ばくさーん」の掛け声とタイトルコールが入っていた。

## 関連書籍
- NHKファミリア（出版社：NHKサービスセンター・集英社）
  - 17 ばくさんのかばん あいうえお（1981年3月、指導：村石昭三、絵：木住野利明、監修：NHK）
  - 18 ばくさんのかばん 1・2・3 （1981年3月、指導：松原達哉、絵：高羽賢一、監修：NHK）
- おはようテレビえほん（出版社：講談社）
  - NHKテレビ ばくさんのかばん 1 ばくさんのかばんりょこう（1985年4月、ISBN 4-06-174768-1）
  - NHKテレビ ばくさんのかばん 2 ばくさんとちえあそび（1985年5月、ISBN 4-06-174770-3）
  - NHKテレビ ばくさんのかばん 3 ばくさんときょうりゅうタマゴン（1985年6月、ISBN 4-06-174772-X）
  - NHKテレビ ばくさんのかばん 4 ばくさんのそらとぶじゅうたん（1986年4月、ISBN 4-06-174781-9）
  - NHKテレビ ばくさんのかばん 5 ばくさんのケーキのおしろだいぼうけん（1986年5月、ISBN 4-06-174783-5）